# 石盘屯乡
石盘屯乡，是中华人民共和国河南省安陽市内黄县下辖的一个乡镇级行政单位。

## 行政区划
石盘屯乡下辖以下地区：
东街村、西街村、南街村、石瓮村、赵固村、康庄村、胡庄村、樊庄村、徐庄村、黄庄村、赵林村、杨林村、牛林村、南赵村、南杨村、桑庄村、北杨村、宰庄村、连庄村、其林村、石桥村、潘营村、西坞村、大理村、辛集村和马召村。